# Haunleiten (Schutzhütte)
Der Oberländerhof Haunleiten ist eine Schutzhütte der Sektion Oberland des Deutschen Alpenvereins (DAV). Sie liegt im Landkreis Bad Tölz-Wolfratshausen in Deutschland. Es handelt sich um eine Selbstversorgerhütte ohne Bewirtschaftung. Die Hütte ist ausschließlich für Mitglieder der Sektion München und der Sektion Oberland zugänglich.

## Geschichte
Beim Selbstversorgerhaus Haunleiten handelt es sich um einen ehemaligen Bauernhof in der Nähe von Bad Tölz. Der Oberländerhof wurde 1980 von der Sektion Oberland gepachtet. Am 15. Juni 1980 beging man die Einweihung und das Haus wurde als Feriendomizil und Seniorenstützpunkt seiner Bestimmung übergeben. Der Oberländerhof in Haunleiten wurde 2015 nach Vorgaben der Gemeinde aus Brandschutzgründen umgebaut. Es wurden vor allem im Kellerbereich neue Fluchtwege geschaffen. In der Mitgliederversammlung vom 30. April 2019 wurde bekanntgegeben, dass der Pachtvertrag, durch harte Verhandlungen und vielen Gesprächen mit der Gemeinde Wackersberg, bis ins Jahr 2039 verlängert werden konnte.

## Lage
Die Haunleiten Schutzhütte liegt auf einer Höhe von 706 m ü. NHN im Landkreis Bad Tölz-Wolfratshausen bei Wackersberg.

## Zugänge
- Der Hof ist direkt mit dem Auto anfahrbar.

## Nachbarhütten
- Freisinger Hütte, (1050 m)
- Brauneck-Gipfelhaus, bewirtschaftete Hütte, (1540 m)
- Hintere Krottenalm, Alpe, (1380 m)
- Vordere Krottenalm, Alpe, (1230 m)
- Hintere Scharnitzalm, Sennalpe, (1420 m)
- Vordere Scharnitzalm, Sennalpe, (1423 m)
- Tutzinger Hütte, bewirtschaftete Hütte, (1327 m)[3]

## Tourenmöglichkeiten
- Tölz Trail – Etappe 4, 11,4 km, 3 Std.
- Wald- und Wiesenrunde Fischbach – Haunleiten, 4 km, 1 Std.
- HK 50: Fischbacher Moosweg, 5,1 km, 1,5 Std.
- Wackersberger Jungmoränenlandschaft, 11,1 km, 3 Std.[4]

## Klettermöglichkeiten
- Klettergarten von Bad Heilbrunn.[5]
- Die Kletterfelsen am Brauneck.[6]

## Skitouren
- Loipen rund um Bad Tölz.[7]

## Karten
ATK25-Q11 Bad Tölz (Amtliche Topographische Karte 1:25.000): Benediktbeuern, Lenggries, Bad Heilbrunn, Bichl, Brauneck, Benediktenwand, Bayerisches ... (Amtliche Topographische Karte 1:25.000 Bayern) Landkarte – Gefaltete Karte ISBN 978-3899335125